# Parafia Dziesięciu Tysięcy Męczenników w Turkowach
Parafia Dziesięciu Tysięcy Męczenników w Turkowach – parafia rzymskokatolicka należąca do dekanatu Bralin diecezji kaliskiej. Została utworzona w XIII wieku. Mieści się pod numerem 2. Prowadzą ją księża diecezjalni.